# Chaetostricha miridiphaga
Chaetostricha miridiphaga är en stekelart som beskrevs av Gennaro Viggiani 1971. Chaetostricha miridiphaga ingår i släktet Chaetostricha och familjen hårstrimsteklar. Inga underarter finns listade i Catalogue of Life.